# هومبيرتو باليستيروس
هومبيرتو باليستيروس (بالإسبانية: Humberto Horacio Ballesteros)‏ هو لاعب كرة قدم أرجنتيني في مركز حراسة المرمى، ولد في 8 مايو 1944 في بوينس آيرس في الأرجنتين. لعب مع ريفر بليت وسبورت بويز ونادي لانوس ونادي ميلوناريوس ونادي يونيفرسيتاريو.